# Władcy Francji

Lilie francuskie

Władcy Francji – lista władców Francji
Stworzenie zestawienia władców Francji może nastręczać problemów ze względu na wątpliwości w ustaleniu początku państwa francuskiego. Zwykle przyjmuje się, iż był nim początek dynastii Kapetyngów w 987 roku.
Tytuł królewski za czasów Merowingów i Karolingów brzmiał: Król Franków (Rex Francorum, Roi des Francs), po traktacie z Verdun, dodawano dla rozróżnienia przymiotnik zachodnich. Od panowania Filipa II Augusta tytuł przybrał formę Król Francji (Roi de France). Ludwik XVI po wprowadzeniu monarchii konstytucyjnej oraz Ludwik Filip I przyjęli tytuł: Król Francuzów (Roi des Français). W okresach cesarstwa tytuł monarszy brzmiał: Cesarz Francuzów (Empereur des Français).
W 1464 królowie Francji uzyskali od papieża prawo noszenia tytułu Królów Arcychrześcijańskich.

## Królestwo Franków –Imperium Karolińskie(751–846)
| #            | Imię                            |          | Lata życia                        | Lata życia                  | Czas rządów     | Czas rządów     | Rodzice                             |
| #            | Imię                            | Urodzony | Zmarł                             | Od                          | Do              |                 | Rodzice                             |
| ------------ | ------------------------------- | -------- | --------------------------------- | --------------------------- | --------------- | --------------- | ----------------------------------- |
| KAROLINGOWIE |                                 |          |                                   |                             |                 |                 |                                     |
| 1            | Pepin Krótki Pépin le Bref      |          | 714 Jupille                       | 24 września 768 Saint Denis | listopad 751    | 24 września 768 | Karol Młot Chrotruda                |
| 2            | Karloman I Carloman Ier         |          | 751 Soissons                      | 4 grudnia 771 Samoussy      | 24 września 768 | 4 grudnia 771   | Pepin Krótki Bertrada z Laon        |
| 3            | Karol I Wielki Charlemagne      |          | 2 kwietnia 742 Herstal            | 28 stycznia 814 Akwizgran   | 24 września 768 | 28 stycznia 814 | Pepin Krótki Bertrada z Laon        |
| –            | Karol Młodszy Charles le Jeune  |          | 772/3                             | 4 grudnia 811               | 25 grudnia 800  | 4 grudnia 811   | Karol I Wielki Hildegarda Sabaudzka |
| 4            | Ludwik I Pobożny Louis le Pieux |          | czerwiec 778 Casseuil-sur-Garonne | 20 czerwca 840 Ingelheim    | 28 stycznia 814 | 20 czerwca 840  | Karol I Wielki Hildegarda Sabaudzka |

Po śmierci Ludwika I i trwającym w latach 840–843 sporze pomiędzy braćmi (władzę sprawował oficjalnie tylko najstarszy z synów Ludwika cesarz Lotar I) państwo Franków zostaje podzielone (traktat w Verdun z sierpnia 843 r.) pomiędzy synów Ludwika I na:
- państwo Franków Zachodnich
- państwa Franków Środkowych – (PATRZ: Królowie Franków Środkowych);
- państwo Franków Wschodnich – (PATRZ: Królowie Franków Wschodnich)

## Królestwo Franków Zachodnich (846–987)
| #                  | Imię                                    |          | Lata życia                     | Lata życia                   | Czas rządów        | Czas rządów               | Rodzice                                 |
| #                  | Imię                                    | Urodzony | Zmarł                          | Od                           | Do                 |                           | Rodzice                                 |
| ------------------ | --------------------------------------- | -------- | ------------------------------ | ---------------------------- | ------------------ | ------------------------- | --------------------------------------- |
| KAROLINGOWIE       |                                         |          |                                |                              |                    |                           |                                         |
| 5                  | Karol II Łysy Charles II le Chauve      |          | 13 czerwca 823 Frankfurt       | 6 października 877 Avrieux   | sierpień 843       | 6 października 877        | Ludwik I Pobożny Judyta Bawarska        |
| 6                  | Ludwik II Jąkała Louis II le Bègue      |          | 1 listopada 846                | 11 kwietnia 879 Compiègne    | 6 października 877 | 11 kwietnia 879           | Karol II Łysy Ermentruda Orleańska      |
| 7                  | Ludwik III Louis III                    |          | 863/5                          | 5 sierpnia 882 Saint Denis   | 11 kwietnia 879    | 5 sierpnia 882            | Ludwik II Jąkała Ansgarda Burgundzka    |
| 8                  | Karloman II Carloman II                 |          | ok. 867                        | 6 grudnia 884 Lyons-la-Forêt | 11 kwietnia 879    | 6 grudnia 884             | Ludwik II Jąkała Ansgarda Burgundzka    |
| 9                  | Karol Otyły Charles le Gros             |          | 13 czerwca 839 Neidingen       | 13 stycznia 888 Neidingen    | 6 grudnia 884      | 11 listopada 887 Usunięty | Ludwik II Niemiecki Emma Bawarska       |
| ROBERTYNOWIE       |                                         |          |                                |                              |                    |                           |                                         |
| 10                 | Odo I Eudes Ier                         |          | ok. 857                        | 3 stycznia 898 La Fère       | 29 lutego 888      | 3 stycznia 898            | Robert IV Mocny Adelajda Frankijska     |
| KAROLINGOWIE       |                                         |          |                                |                              |                    |                           |                                         |
| 11                 | Karol III Prostak Charles III le Simple |          | 17 września 879                | 7 października 929 Peronne   | 3 stycznia 898     | 30 czerwca 922 Usunięty   | Ludwik II Jąkała Adelajda z Paryża      |
| ROBERTYNOWIE       |                                         |          |                                |                              |                    |                           |                                         |
| 12                 | Robert I Robert Ier                     |          | ok. 860                        | 15 czerwca 923 Soissons      | 29 czerwca 922     | 15 czerwca 923            | Robert IV Mocny Adelajda Frankijska     |
| DYNASTIA BUVINIDEN |                                         |          |                                |                              |                    |                           |                                         |
| 13                 | Rudolf I Burgundzki Raoul Ier           |          | ok. 890                        | 15 stycznia 936 Auxerre      | 15 czerwca 923     | 15 stycznia 936           | Ryszard Sprawiedliwy Adelajda z Auxerre |
| KAROLINGOWIE       |                                         |          |                                |                              |                    |                           |                                         |
| 14                 | Ludwik IV Zamorski Louis IV d’Outremer  |          | wrzesień 920/wrzesień 921 Laon | 10 września 954 Reims        | 19 czerwca 936     | 10 września 954           | Karol III Prostak Eadgifu z Wessex      |
| 15                 | Lotar I (IV) Lothaire Ier               |          | 941 Laon                       | 2 marca 986 Laon             | 10 września 954    | 2 marca 986               | Ludwik IV Zamorski Gerberga Saska       |
| 16                 | Ludwik V Gnuśny Louis V le Fainéant     |          | ok. 967                        | 21 maja 987 Forêt d’Halatte  | 2 marca 986        | 21 maja 987               | Lotar I Emma Włoska                     |

## Królestwo Franków (Królestwo Francji od 1204) (987–1789)
| #                                    | Imię                                                             |          | Lata życia                            | Lata życia                                          | Czas rządów          | Czas rządów                                  | Rodzice                                                   |
| #                                    | Imię                                                             | Urodzony | Zmarł                                 | Od                                                  | Do                   |                                              | Rodzice                                                   |
| ------------------------------------ | ---------------------------------------------------------------- | -------- | ------------------------------------- | --------------------------------------------------- | -------------------- | -------------------------------------------- | --------------------------------------------------------- |
| KAPETYNGOWIE                         |                                                                  |          |                                       |                                                     |                      |                                              |                                                           |
| 17                                   | Hugo Kapet Hugues Capet                                          |          | 938/41 Dourdan                        | 24 października 996 „Les Juifs” niedaleko Prasville | 3 lipca 987          | 24 października 996                          | Hugo Wielki Jadwiga Saska                                 |
| 18                                   | Robert II Pobożny Robert II le Pieux                             |          | 27 marca 972 Orlean                   | 20 lipca 1031 Melun                                 | 24 października 996  | 20 lipca 1031                                | Hugo Kapet Adelajda Akwitańska                            |
| –                                    | Hugo (II) Magnus Hugues le Grand Koregent                        |          | 1007                                  | 17 września 1025 Compiegne                          | 19 czerwca 1017      | 17 września 1025                             | Robert II Pobożny Konstancja z Arles                      |
| 19                                   | Henryk I Henri Ier                                               |          | 4 maja 1008 Reims                     | 4 sierpnia 1060 Vitry-en-Brie                       | 20 lipca 1031        | 4 sierpnia 1060                              | Robert II Pobożny Konstancja z Arles                      |
| 20                                   | Filip I Philippe Ier                                             |          | 23 maja 1052                          | 29 lipca 1108 Melun                                 | 4 sierpnia 1060      | 29 lipca 1108                                | Henryk I Francuski Anna Jarosławówna                      |
| 21                                   | Ludwik VI Gruby Louis VI le Gros                                 |          | 1 grudnia 1081 Paryż                  | 1 sierpnia 1137 Bethisy-Saint-Pierre                | 30 lipca 1108        | 1 sierpnia 1137                              | Filip I Francuski Berta Holenderska                       |
| –                                    | Filip (II) Philippe Koregent                                     |          | 29 sierpnia 1116                      | 13 października 1131 Paryż                          | 14 kwietnia 1129     | 13 października 1131                         | Ludwik VI Gruby Adelajda de Maurienne                     |
| 22                                   | Ludwik VII Młody Louis VII le Jeune                              |          | 1120                                  | 18 września 1180 Paryż                              | 1 sierpnia 1137      | 18 września 1180                             | Ludwik VI Gruby Adelajda de Maurienne                     |
| 23                                   | Filip II August Philippe II Auguste                              |          | 21 sierpnia 1165 Paryż                | 14 lipca 1223 Mantes                                | 18 września 1180     | 14 lipca 1223                                | Ludwik VII Młody Adela z Szampanii                        |
| 24                                   | Ludwik VIII Lew Louis VIII le Lion                               |          | 5 września 1187 Paryż                 | 8 listopada 1226 Montpensier                        | 14 lipca 1223        | 8 listopada 1226                             | Filip II August Izabella z Hainaut                        |
| 25                                   | Ludwik IX Święty Louis IX le Saint                               |          | 25 kwietnia 1214 Poissy               | 25 sierpnia 1270 Tunis                              | 8 listopada 1226     | 25 sierpnia 1270                             | Ludwik VIII Lew Blanka Kastylijska                        |
| 26                                   | Filip III Śmiały Philippe III le Hardi                           |          | 1 maja 1245 Poissy                    | 5 października 1285 Perpignan                       | 25 sierpnia 1270     | 5 października 1285                          | Ludwik IX Święty Małgorzata Prowansalska                  |
| 27                                   | Filip IV Piękny Philippe IV le Bel                               |          | kwiecień/czerwiec 1268 Fontainebleau  | 29 listopada 1314 Fontainebleau                     | 5 października 1285  | 29 listopada 1314                            | Filip III Śmiały Izabela Aragońska                        |
| 28                                   | Ludwik X Kłótliwy Louis X le Hutin                               |          | 4 października 1289 Paryż             | 5 czerwca 1316 Vincennes                            | 29 listopada 1314    | 5 czerwca 1316                               | Filip IV Piękny Joanna I z Nawarry                        |
| 29                                   | Jan I Pogrobowiec Jean I le Posthume                             |          | 15 listopada 1316 Paryż               | 20 listopada 1316 Paryż                             | 15 listopada 1316    | 20 listopada 1316                            | Ludwik X Kłótliwy Klemencja Węgierska                     |
| 30                                   | Filip V Wysoki Philippe V le Long                                |          | 17 listopada 1293 Lyon                | 3 stycznia 1322 Longchamp                           | 20 listopada 1316    | 3 stycznia 1322                              | Filip IV Piękny Joanna I z Nawarry                        |
| 31                                   | Karol IV Piękny Charles IV le Bel                                |          | 18 czerwca 1294 Creil                 | 1 lutego 1328 Vincennes                             | 3 stycznia 1322      | 1 lutego 1328                                | Filip IV Piękny Joanna I z Nawarry                        |
| WALEZJUSZE                           |                                                                  |          |                                       |                                                     |                      |                                              |                                                           |
| 32                                   | Filip VI Philippe VI                                             |          | 1293                                  | 22 sierpnia 1350 Nogent-le-Roi                      | 1 kwietnia 1328      | 22 sierpnia 1350                             | Karol de Valois Małgorzata Andegaweńska                   |
| 33                                   | Jan II Dobry Jean II le Bon                                      |          | 16 kwietnia 1319 Le Mans              | 8 kwietnia 1364 Londyn                              | 22 sierpnia 1350     | 8 kwietnia 1364                              | Filip VI Walezjusz Joanna Burgundzka (Kulawa)             |
| 34                                   | Karol V Mądry Charles V le Sage                                  |          | 21 stycznia 1338 Vincennes            | 16 września 1380 Beaute-sur-Marne                   | 8 kwietnia 1364      | 16 września 1380                             | Jan II Dobry (król Francji) Bonna Luksemburska            |
| 35                                   | Karol VI Szalony Charles VI le Fol                               |          | 3 grudnia 1368 Paryż                  | 21 października 1422 Paryż                          | 16 września 1380     | 21 października 1422                         | Karol V Mądry Joanna de Burbon                            |
| –                                    | Henryk VI Plantagenet                                            |          | 6 grudnia 1421 Windsor                | 21 maja 1471 Tower                                  | 21 października 1422 | 19 października 1453                         | Henryk V Lancaster Katarzyna de Valois                    |
| 36                                   | Karol VII Zwycięski Charles VII le Victorieux                    |          | 22 lutego 1403 Paryż                  | 22 lipca 1461 Mehun-sur-Yevre                       | 21 października 1422 | 22 lipca 1461                                | Karol VI Szalony Izabela Bawarska                         |
| 37                                   | Ludwik XI Wytrwały Louis XI le Prudent                           |          | 3 lipca 1423 Bourges                  | 30 sierpnia 1483 Plessis-lez-Tours                  | 22 lipca 1461        | 30 sierpnia 1483                             | Karol VII Walezjusz Maria Andegaweńska                    |
| 38                                   | Karol VIII Życzliwy Charles VIII l’Affable                       |          | 30 czerwca 1470 Chateau d’Amboise     | 7 kwietnia 1498 Chateau d’Amboise                   | 30 sierpnia 1483     | 7 kwietnia 1498                              | Ludwik XI Walezjusz Karolina Sabaudzka                    |
| WALEZJUSZE – LINIA ORLEAŃSKA         |                                                                  |          |                                       |                                                     |                      |                                              |                                                           |
| 39                                   | Ludwik XII Ojciec Ludu Louis XII le Père du peuple               |          | 27 czerwca 1462 Chateau de Blois      | 1 stycznia 1515 Paryż                               | 7 kwietnia 1498      | 1 stycznia 1515                              | Karol Orleański Maria kliwijska                           |
| WALEZJUSZE – LINIA ORLÉANS-ANGOULÊME |                                                                  |          |                                       |                                                     |                      |                                              |                                                           |
| 40                                   | Franciszek I François Ier                                        |          | 12 września 1494 Cognac               | 31 marca 1547 Chateau de Rambouillet                | 1 stycznia 1515      | 31 marca 1547                                | Karol d’Angoulême Ludwika Sabaudzka                       |
| 41                                   | Henryk II Henri II                                               |          | 31 marca 1519 Saint-Germain-en-Laye   | 10 lipca 1559 Paryż                                 | 31 marca 1547        | 10 lipca 1559                                | Franciszek I Walezjusz Klaudia de Valois                  |
| 42                                   | Franciszek II François II                                        |          | 19 stycznia 1544 Fontainebleau        | 5 grudnia 1560 Orlean                               | 10 lipca 1559        | 5 grudnia 1560                               | Henryk II Walezjusz Katarzyna Medycejska                  |
| 43                                   | Karol IX Charles IX                                              |          | 27 czerwca 1550 Saint-Germain-en-Laye | 30 maja 1574 Vincennes                              | 5 grudnia 1560       | 30 maja 1574                                 | Henryk II Walezjusz Katarzyna Medycejska                  |
| 44                                   | Henryk III Henri III                                             |          | 19 września 1551 Fontainebleau        | 2 sierpnia 1589 Saint-Cloud                         | 30 maja 1574         | 2 sierpnia 1589                              | Henryk II Walezjusz Katarzyna Medycejska                  |
| BURBONOWIE                           |                                                                  |          |                                       |                                                     |                      |                                              |                                                           |
| 45                                   | Henryk IV Wielki Henri IV le Grand                               |          | 13 grudnia 1553 Pau                   | 14 maja 1610 Paryż                                  | 2 sierpnia 1589      | 14 maja 1610                                 | Antoni de Burbon-Vendôme Joanna d’Albret                  |
| 46                                   | Ludwik XIII Sprawiedliwy Louis XIII le Juste                     |          | 27 września 1601 Fontainebleau        | 14 maja 1643 Saint-Germain-en-Laye                  | 14 maja 1610         | 14 maja 1643                                 | Henryk IV Wielki Maria Medycejska                         |
| 47                                   | Ludwik XIV Wielki, Król Słońce Louis XIV le Grand, Le Roi Soleil |          | 5 września 1638 Saint-Germain-en-Laye | 1 września 1715 Wersal                              | 14 maja 1643         | 1 września 1715                              | Ludwik XIII Burbon Anna Austriaczka                       |
| 48                                   | Ludwik XV Ukochany Louis XV le Bien-Aimé                         |          | 15 lutego 1710 Wersal                 | 10 maja 1774 Wersal                                 | 1 września 1715      | 10 maja 1774                                 | Ludwik Burbon (książę Burgundii) Maria Adelajda Sabaudzka |
| 49                                   | Ludwik XVI Louis XVI                                             |          | 23 sierpnia 1754 Wersal               | 21 stycznia 1793 Paryż                              | 10 maja 1774         | 21 września 1792 Usunięty (21 stycznia 1793) | Ludwik Ferdynand Burbon Maria Józefa Wettyn               |
| 50                                   | Ludwik XVII Louis-Charles de France (tzw. król z prawa)          |          | 27 marca 1785 Wersal                  | 8 czerwca 1795 Paryż                                | 21 stycznia 1793     | 8 czerwca 1795                               | Ludwik XVI Król-Męczennik Maria Antonina Habsburg         |

## I Republika Francuska (1795–1804)
- Konwent Narodowy (20 września 1792 – 2 listopada 1795)
- Dyrektoriat (2 listopada 1795 – 10 listopada 1799)
- Konsulat (10 listopada 1799 – 18 maja 1804)

## I Cesarstwo Francuskie (1804–1814)
| #            | Imię                    |          | Lata życia               | Lata życia                   | Czas rządów  | Czas rządów                | Rodzice                                 |
| #            | Imię                    | Urodzony | Zmarł                    | Od                           | Do           |                            | Rodzice                                 |
| ------------ | ----------------------- | -------- | ------------------------ | ---------------------------- | ------------ | -------------------------- | --------------------------------------- |
| BONAPARTOWIE |                         |          |                          |                              |              |                            |                                         |
| 51           | Napoleon I Napoléon Ier |          | 15 sierpnia 1769 Ajaccio | 5 maja 1821 Wyspa św. Heleny | 18 maja 1804 | 11 kwietnia 1814 Abdykacja | Carlo Maria Buonaparte Letycja Ramolino |

## Restauracja Burbonów, 100 dni Napoleona, monarchia lipcowa (1815–1848)
| #                 | Imię                                     |          | Lata życia                 | Lata życia                   | Czas rządów               | Czas rządów               | Rodzice                                                             |
| #                 | Imię                                     | Urodzony | Zmarł                      | Od                           | Do                        |                           | Rodzice                                                             |
| ----------------- | ---------------------------------------- | -------- | -------------------------- | ---------------------------- | ------------------------- | ------------------------- | ------------------------------------------------------------------- |
| I RESTAURACJA     |                                          |          |                            |                              |                           |                           |                                                                     |
| 52                | Ludwik XVIII Louis XVIII                 |          | 17 listopada 1755 Wersal   | 16 września 1824 Paryż       | 11 kwietnia 1814          | 20 marca 1815             | Ludwik Ferdynand Burbon Maria Józefa Wettyn                         |
| STO DNI           |                                          |          |                            |                              |                           |                           |                                                                     |
| 53                | Napoleon I Napoléon Ier                  |          | 15 sierpnia 1769 Ajaccio   | 5 maja 1821 Wyspa św. Heleny | 20 marca 1815             | 22 czerwca 1815 Abdykował | Carlo Maria Buonaparte Letycja Ramolino                             |
| –                 | Napoleon II Napoléon II                  |          | 20 marca 1811 Paryż        | 22 lipca 1832 Wiedeń         | 22 czerwca 1815           | 7 lipca 1815              | Napoleon Bonaparte Maria Ludwika Austriaczka                        |
| II RESTAURACJA    |                                          |          |                            |                              |                           |                           |                                                                     |
| 54                | Ludwik XVIII Louis XVIII                 |          | 17 listopada 1755 Wersal   | 16 września 1824 Paryż       | 7 lipca 1815              | 16 września 1824          | Ludwik Ferdynand Burbon Maria Józefa Wettyn                         |
| 55                | Karol X Charles X                        |          | 9 października 1757 Wersal | 6 listopada 1836 Gorizia     | 16 września 1824          | 2 sierpnia 1830 Abdykował | Ludwik Ferdynand Burbon Maria Józefa Wettyn                         |
| 56                | Ludwik XIX Louis XIX (tzw. król z prawa) |          | 6 sierpnia 1775 Wersal     | 8 czerwca 1844 Gorizia       | 2 sierpnia 1830 Abdykował | 2 sierpnia 1830 Abdykował | Karol X Burbon Maria Teresa Sabaudzka                               |
| 57                | Henryk V Henri V (tzw. król z prawa)     |          | 29 września 1820 Tuilerie  | 24 sierpnia 1883 Frohsdorf   | 2 sierpnia 1830           | 9 sierpnia 1830           | Karol Ferdynand d’Artois Karolina Burbon-Sycylijska                 |
| MONARCHIA LIPCOWA |                                          |          |                            |                              |                           |                           |                                                                     |
| 58                | Ludwik Filip I Louis-Philippe Ier        |          | 6 października 1773 Paryż  | 26 sierpnia 1850 Claremont   | 9 sierpnia 1830           | 24 lutego 1848 Usunięty   | Ludwik Filip Józef Burbon-Orleański Ludwika Maria Burbon-Penthièvre |

## II Cesarstwo Francuskie (1852–1870)
| #            | Imię                      |          | Lata życia             | Lata życia                  | Czas rządów    | Czas rządów              | Rodzice                                   |
| #            | Imię                      | Urodzony | Zmarł                  | Od                          | Do             |                          | Rodzice                                   |
| ------------ | ------------------------- | -------- | ---------------------- | --------------------------- | -------------- | ------------------------ | ----------------------------------------- |
| BONAPARTOWIE |                           |          |                        |                             |                |                          |                                           |
| 59           | Napoleon III Napoléon III |          | 20 kwietnia 1808 Paryż | 9 stycznia 1873 Chislehurst | 2 grudnia 1852 | 4 września 1870 Usunięty | Ludwik Bonaparte Hortensja de Beauharnais |